# NGC 7098
NGC 7098 is een balkspiraalstelsel in het sterrenbeeld Octant. Het hemelobject werd op 22 september 1835 ontdekt door de Britse astronoom John Herschel.

## Kaart 471 in Wil Tirion's Uranometria 2000.0
NGC 7098 is het enige sterrenstelsel, alsook het enige deepsky object, dat afgebeeld is in kaart 471 van Wil Tirion's Uranometria 2000.0 sterrenatlas (de eerste uitgave van 1987).

## Synoniemen
- ESO 48-5
- IRAS 21393-7520
- PGC 67266